# Enguerrand de Monstrelet
Enguerrand de Monstrelet (Fieffes-Montrelet, 1400 circa – Cambrai, 20 luglio 1453) è stato un cronista francese, autore della Chronique de Enguerrand de Monstrelet.

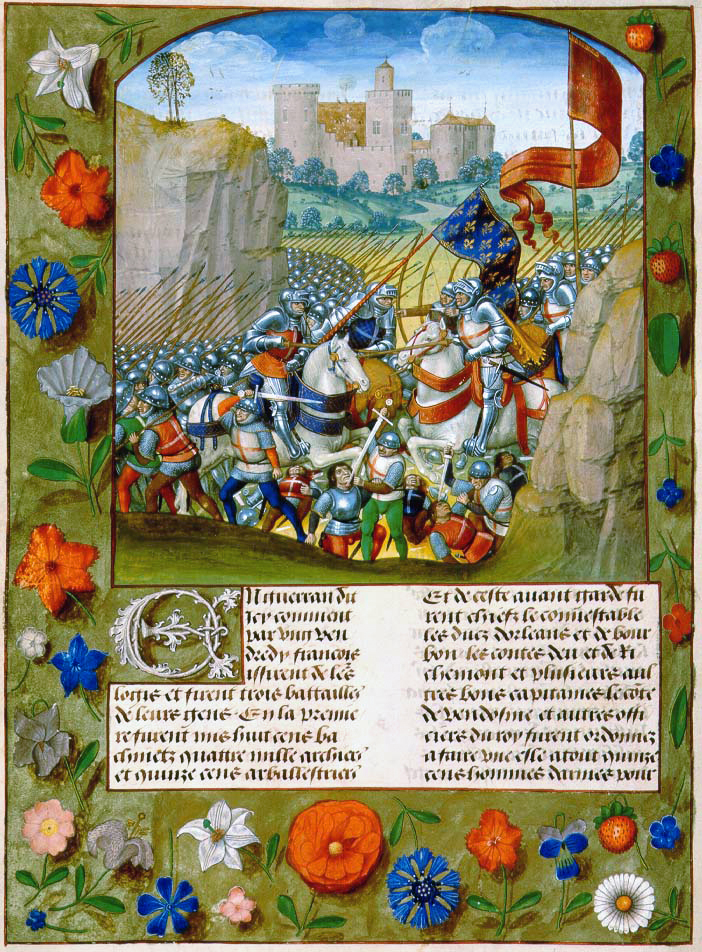
La battaglia di Azincourt, illustrazione di un manoscritto delle Chroniques de France, fine XV secolo

Nato nel Ponthieu, probabilmente da una famiglia della piccola nobiltà, dal 1436 in poi ebbe il ruolo di vice del gavenier (riscossore della gavenne, un tributo locale a beneficio dei conti di Fiandra) a Cambrai.
Per qualche tempo fu balivo del capitolo della cattedrale di Cambrai, quindi prevosto della medesima città. Era sposato e alla morte lasciò alcuni figli.
Poco altro si sa della sua vita tranne che era presente al momento del colloquio tra Giovanna d'Arco, catturata a Compiègne, e Filippo III di Borgogna. Continuando l'opera di Jean Froissart, Monstrelet scrisse una Chronique in due libri che copre il periodo tra il 1400 e il 1444, quando, secondo un altro cronista, Mathieu d'Escouchy, smise di scrivere. Seguendo un'usanza comune nel Medioevo, un seguito alla sua opera, sino al a 1516, venne aggiunto da altri autori.
Gli scritti di Monstrelet, che trattano l'ultima parte della guerra dei cent'anni, sono preziosi in quanto contengono un gran numero di documenti certamente autentici, e informazioni di seconda mano probabilmente altrettanto affidabili. L'autore, tuttavia, non ha una grande capacità narrativa: il suo lavoro, sebbene chiaro, è noioso, impregnato fortemente della pedanteria tipica del suo secolo. La sua ostentata asserzione di imparzialità non nasconde la marcata preferenza per il partito borgognone.